# Vasco Azevedo Neto
Vasco Azevedo Neto (Guaxupé, 25 de fevereiro de 1916 – Salvador, 30 de setembro de 2010) foi um engenheiro, professor catedrático e político brasileiro filiado ao Partido Humanista da Solidariedade (PHS).

## Biografia
Filho do ex-deputado federal Vasco Azevedo Filho e de Josefina Costa Azevedo, formou-se em engenharia pela Escola Politécnica da Universidade da Bahia em 1939. Entre 1941 e 1942, trabalhou como engenheiro de projetos no DNER, além de integrar o Conselho Rodoviário do Estado da Bahia, onde permaneceu por 14 anos.
Professor emérito da Escola Politécnica da UFBA, elegeu-se deputado federal em novembro de 1970, pela ARENA. Reelegeu-se em 1974, apoiou a candidatura do general Sylvio Frota na eleição presidencial de 1978, que no entanto, não saiu do papel. Na eleição estadual do mesmo ano, ficou apenas como suplente, mas o titular João Durval Carneiro se afastou e ele assumiu a vaga em setembro de 1979. 2 meses depois, o bipartidarismo seria eliminado e Vasco Neto filiou-se ao PDS. Com a volta de João Durval, voltou para a suplência, mas o falecimento do também pedessista Henrique Brito num acidente aéreo, reassumiu o mandato em outubro de 1982. 1 mês antes, Vasco Neto não conseguiu se reeleger, ficando outra vez como suplente.
Voltou à Câmara dos Deputados em outras 2 oportunidades: entre janeiro e novembro de 1986, e por 2 meses em 1989. Neste ano, chegou a se candidatar à presidência do Brasil pelo PSC, inclusive com presença de líderes políticos da América Latina, como Vinicio Cerezo (presidente da Guatemala) e Patricio Aylwin (presidente do Chile), na solenidade de apresentação da candidatura. Porém, Vitor Nósseis, então presidente do PSC, negociou o apoio da legenda a Fernando Collor de Mello, tornando a participação de Vasco Neto na disputa presidencial inviável. 
Na eleição presidencial de 1998, foi candidato a presidente da república pelo antigo PSN (Partido da Solidariedade Nacional), mudando em 2000 o nome para Partido Humanista da Solidariedade (PHS). Aos 82 anos de idade, foi o mais velho a disputar o cargo. Ficou em último lugar, com 109.003 votos. Logo após o pleito, encerrou sua carreira política.
Vasco de Azevedo Neto morreu em Salvador, aos 94 anos, após uma parada cardiorrespiratória.